# Kalevala Koru
För andra betydelser, se Kalevala (olika betydelser).
Kalevala Koru är ett finskt företag som tillverkar smycken i brons, silver och guld. Namnet är hämtat från det finska nationaleposet Kalevala. Det grundades 1935 på initiativ av författaren Elsa Heporauta och försäljningen började 1937.
Företagets varumärke är gemena "kk" i kalligrafisk stil inskrivna i en cirkel. Vanligen stämplas också "Made in Finland" i versaler in i smyckena.
Företaget är mest känt för den historiskt inspirerade kollektion som man tillverkat under flera decennier. Kollektionen tillverkas främst i brons, men även i mindre skala i silver och guld och bygger på arkeologiska fynd mestadels från 800-talet till 1100-talet.